# Polysarca neptis
Polysarca neptis là một loài ruồi trong họ Asilidae. Polysarca neptis được Loew miêu tả năm 1873.